# Лоу, Онанди
Онанди Лоу (англ. Onandi Lowe; род. 2 декабря 1974, Кингстон), также известный как Нанди, — ямайский футболист, игравший на всех полевых позициях, но наиболее известный в качестве нападающего. Часть своей карьеры Лоу провёл в чемпионате Ямайки, а также выступал в Северной Америке и Англии. Он забил 27 голов в 81 матче за сборную Ямайки и участвовал в чемпионате мира по футболу 1998 года. Однако во второй половине своей карьеры ямаец оказался на грани закона из-за наркотиков, в связи с чем считается «одним из самых противоречивых игроков Ямайки». Его сын Дэмион Лоу также является профессиональным футболистом.
Лоу начал свою карьеру в «Харбор Вью», а затем в 1996 году перешёл в канадский клуб «Монреаль Импакт». В следующем году он вернулся в Ямайку в «Уотерхаус», а в 1999 году подписал контракт с американской командой «Ричмонд Кикерс» после игры за «Арнетт Гарденс». Затем Онанди помог «Рочестер Рейджинг Райнос» выиграть А-лигу в 2000 году. В следующем году он присоединился к «Канзас-Сити Уизардс», а также некоторое время находился в аренде в английском клубе «Порт Вейл». Лоу подписал контракт с «Рашден энд Даймондс» в феврале 2002 года и забил 49 голов в 90 матчах лиги. Он перешёл в «Ковентри Сити» в марте 2004 года, а затем в том же году после его ареста британской полицией вернулся в ямайский клуб «Арнетт Гарденс». Позже Онанди снова играл за «Портмор Юнайтед», «Майами» и «Арнетт Гарденс», завершив карьеру в 2008 году.

## Клубная карьера
После окончания Технической школы «Данун» в своём родном городе Кингстон в 1993 году Лоу присоединился к «Харбор Вью», ведущему клубу Ямайки. Онанди был известен как большой, универсальный специалист по штрафным ударам, который мог играть где угодно на поле и отличался своей сильной левой ногой. В 1996 году Лоу переехал в Канаду, чтобы присоединиться к «Монреаль Импакт». Ямаец помог «Импакту» выйти в финал Северо-восточного дивизиона А-лиги в 1997 году, дважды забив гол «Торонто Линкс» в полуфинале. После двух сезонов в «Импакте» он вернулся в Ямайку, присоединившись к «Уотерхаусу», а затем к «Арнетт Гарденс». В 1999 году снова стал играть в А-лиге за «Ричмонд Кикерс», забив 15 голов и сделав семь передач. В 2000 году играл за «Рочестер Рейджинг Райнос» и забил гол в финале турнира, победив со счётом 3:1 клуб «Миннесота Тандер».
В 2001 году Лоу впервые попробовал свои силы в Европе, перейдя в аренду в «Порт Вейл» на конец сезона 2000/2001. Однако вскоре футболист покинул клуб и не подписал полноценный контракт после того, как президент клуба Билл Белл отказался предоставить ему машину. Он забил два гола за «Порт Вейл», первый из которых был забит в ворота «Дарлингтона» в Трофее Футбольной лиги. Позже команда завоевала этот трофей в его отсутствие. Лоу забил один гол в матче лиги против «Кембридж Юнайтед». Оставшуюся часть года он провёл в «Канзас-Сити Уизардс» и забил восемь голов в 20 играх.
В декабре 2001 года Лоу на правах аренды присоединился к «Рашден энд Даймондс» из Третьего дивизиона Футбольной лиги, а затем в феврале 2002 года подписал постоянный контракт с «Даймондс». Он провёл в клубе два года, за это время сыграл около 100 матчей, забивая в среднем один гол раз в две игры, что сделало его любимцем публики. В том числе 30 марта 2002 года Лоу отличился хет-триком в матче против «Мансфилд Таун» на «Филд Милл» на пути клуба к финалу плей-офф, который завершился поражением со счётом 3:1 от «Челтнем Таун» на стадионе «Миллениум». В сезоне 2002/2003 он забил 16 голов в 42 играх, когда клуб стал чемпионом дивизиона. Перейдя в «Ковентри Сити» в марте 2004 года, Онанди начал своё пребывание в клубе с конфликта с тренером Эриком Блэком после того, как не вернулся вовремя после игры за сборную. В двух матчах за клуб футболист забил один гол «Кру Александре», после чего по окончании сезона 2003/2004 покинул команду из-за продолжающегося суда по делу о наркотиках.
После возвращения в Ямайку со своим бывшим клубом «Арнетт Гарденс» в марте 2005 года Лоу попытался снова играть в Англии в составе «Питерборо Юнайтед», но столкнулся с проблемами с получением разрешения на работу. Отказ в разрешении также позже помешал ему перейти в «Оксфорд Юнайтед» в том же году. Сезон 2006 года Лоу начал с футбольным клубом «Майами» в США, но покинул его уже через месяц из-за дисциплинарных проблем. После двух лет в «Портмор Юнайтед» Лоу вернулся в «Арнетт Гарденс» в чемпионат Ямайки во время трансферного окна в январе 2008 года, где и завершил карьеру.

## Карьера в сборной
В 1995 году Лоу дебютировал за сборную Ямайки на Карибском кубке, где забил гол в победном матче против Сент-Люсии (2:1) на Национальном стадионе. Год спустя Онанди сумел отличиться на следующем розыгрыше турнира, став автором единственного гола в матче против Суринама (1:3) на стадионе имени Хейсли Кроуфорда. Он сформировал ударный атакующий дуэт с Уолтером Бойдом в рамках отборочного турнира на чемпионат мира. Затем футболист переживал нестабильный период, то играя за команду, то не вызываясь в неё, главным образом, по дисциплинарным причинам. В 1998 году Онанди был вызван тренером сборной Рене Симойнсом на чемпионат мира, где сыграл два матча против Хорватии (1:3) и против Японии (2:1). Он дважды забил гол на успешном для своей страны Карибском кубке 1998 года, в победном матче группового этапа против Нидерландских Антильских островов и в полуфинальном матче с Антигуа и Барбудой.
Лоу участвовал в отборе на чемпионат мира 2002 года, забив гол Коста-Рике и Тринидаду и Тобаго в июне 2001 года. Впоследствии он принял участие в Золотом кубке КОНКАКАФ 2003 года. Онанди забил, а затем был удалён с поля в победном матче против Гватемалы (2:0) на Майами Оранж Боул. Ямайка проиграла Мексике со счётом 5:0 на стадии четвертьфинала. Его последним матчем за сборную стал товарищеский матч против Гондураса в марте 2004 года, в котором он также забил гол. Во время суда по делу о наркотиках в 2004 году Лоу был отстранён от сборной, и, несмотря на то, что в 2005 году с него были сняты обвинения, 31-летний футболист больше не вызывался в команду. Всего за 9 лет в составе он сыграл за свою сборную 81 матч и забил 27 голов.

## Проблемы с законом
В апреле 2004 года британская полиция арестовала Лоу за торговлю крэк-кокаином на сумму 117 000 фунтов стерлингов; он отверг обвинения. Точным обвинением была названа «попытка завладеть 1,17 кг (2,5 фунта) крэк-кокаина с намерением его поставки». Обвинение утверждало, что футболист подписал посылку под вымышленным именем «Кевин Браун» и намеревался получить финансовую прибыль от сознательной торговли наркотиками. Лоу возразил, что вымышленное имя было создано для того, чтобы избежать папарацци, и что он понятия не имел о содержимом посылки: «Я с Ямайки, может быть, вы думаете иначе. Если бы я был вашим другом, и вы сказали: „Можете ли вы сделать это для меня?“, я не буду думать о вас ничего плохого». Лоу сказал в интервью полиции: «Я думал, что это для моего друга». В феврале 2005 года он был оправдан, поскольку обвинения были сняты за отсутствием доказательств.
В декабре 2007 году Лоу был арестован и обвинён в хранении марихуаны в Сент-Кэтрине. Он вёл машину с 42 сигаретами с марихуаной, внёс залог в 300 долларов и был освобождён из-под стражи.

## Тренерская карьера
После получения тренерского сертификата Ямайской футбольной федерации Лоу некоторое время тренировал команду «Огаст Таун» в чемпионате Ямайки.

## Статистика

### Клубная
| Клуб                     | Сезон     | Лига             | Лига | Лига | Кубок | Кубок | Другие | Другие | Итого | Итого |
| Клуб                     | Сезон     | Дивизион         | Игры | Голы | Игры  | Голы  | Игры   | Голы   | Игры  | Голы  |
| ------------------------ | --------- | ---------------- | ---- | ---- | ----- | ----- | ------ | ------ | ----- | ----- |
| Монреаль Импакт          | 1996      | A-Лига           | 14   | 9    |       |       |        |        |       |       |
| Монреаль Импакт          | 1997      | USISL A-League   | 12   | 7    |       |       |        |        |       |       |
| Монреаль Импакт          | Итого     | Итого            | 26   | 16   |       |       |        |        |       |       |
| Уотерхаус                | 1997/1998 | Чемпионат Ямайки | 30   | 14   |       |       |        |        |       |       |
| Арнетт Гарденс           | 1998/1999 | Чемпионат Ямайки | 10   | 8    |       |       |        |        |       |       |
| Ричмонд Кикерс           | 1999      | A-Лига USL       | 16   | 15   |       |       |        |        |       |       |
| Рочестер Рейджинг Райнос | 2000      | A-Лига USL       | 19   | 5    |       |       |        |        |       |       |
| Канзас-Сити Уизардс      | 2001      | MLS              | 13   | 4    |       |       |        |        |       |       |
| Порт Вейл (аренда)       | 2000/2001 | Второй дивизион  | 5    | 1    | 0     | 0     | 1      | 1      | 6     | 1     |
| Рашден энд Даймондс      | 2001/2002 | Третий дивизион  | 25   | 19   | 1     | 0     | 3      | 1      | 29    | 20    |
| Рашден энд Даймондс      | 2002/2003 | Третий дивизион  | 39   | 15   | 2     | 1     | 1      | 0      | 42    | 16    |
| Рашден энд Даймондс      | 2003/2004 | Второй дивизион  | 26   | 15   | 0     | 0     | 1      | 1      | 27    | 16    |
| Рашден энд Даймондс      | Итого     | Итого            | 90   | 49   | 3     | 1     | 5      | 2      | 98    | 52    |
| Ковентри Сити            | 2003/2004 | Первый дивизион  | 2    | 1    | 0     | 0     | 0      | 0      | 2     | 1     |
| Майами                   | 2006      | Первый дивизион  | 0    | 0    |       |       |        |        |       |       |

### В сборной
| Сборная | Год   | Игры | Голы |
| ------- | ----- | ---- | ---- |
| Ямайка  | 1995  | 10   | 3    |
| Ямайка  | 1996  | 17   | 3    |
| Ямайка  | 1997  | 2    | 0    |
| Ямайка  | 1998  | 16   | 2    |
| Ямайка  | 1999  | 6    | 0    |
| Ямайка  | 2000  | 10   | 9    |
| Ямайка  | 2001  | 10   | 5    |
| Ямайка  | 2002  | 1    | 0    |
| Ямайка  | 2003  | 7    | 3    |
| Ямайка  | 2004  | 2    | 2    |
| Всего   | Всего | 81   | 27   |

## Достижения
Ямайка
- Карибский кубок: 1998

«Рочестер Рейджинг Райнос»
- А-Лига: 2000

«Рашден и Даймондс»
- Третий дивизион Футбольной лиги: 2002/2003